# Gobio maeandricus
Gobio maeandricus és una espècie de peix cipriniforme de la família dels ciprínids que es troba a Turquia.